# Marcus Hirvonen
Marcus Hirvonen, född 1976, är en svensk styrkelyftare, som tävlar för Sundsvalls Atletklubb.
Marcus Hirvonen gjorde 2008 en så kallad grand slam. Han vann då guld i VM, EM, NM och SM under samma år. Därefter gick han i pension  vilken inte blev långvarig. 2010 vann han VM-guld, året därefter VM-silver och EM-guld. Dessutom satte han nytt världsrekord på en tävling i Miami där han pressade 325,0 kg i klass -120. År 2012 kom Marcus Hirvonen tvåa på Arnold Classics Pro Bench-tävling